# Чачанско читалиште
Чачанско читалиште основано је крајем јануара 1848. године у Чачку.

## Оснивање
Крајем јануара 1848. године новине Читалишта београдског доносе вест свог дописника да су „господа Чиновници и Грађани Чачански одушевљени са просветом сачинили Дружство Читања Србско-Славенскиј Новина у Чачку“ и обратили се 4.јануара једном пријатељу у Београду да их претплати на „све Србско-Славенске Новине излазеће у отачеству нашем и Аустријској Држави...“ После набројаних десет наслова, писмо су потписали, у име Друштва, окружни начелник, председник окружниг суда, помоћник окружног начелника, учитељ основног „училишта“ и писар начелства.

## Рад друштва
О раду овог друштва нема података до 1860. године, када се из извештаја окружног начелника сазнаје да је у Чачку отворено читалиште у мају 1860. године, да броји 80 чланова и да има наде „да ће их доцније бити и више“. Много година касније, опет начелник извештава да је „Читаоница у вароши овдашњој са Дејствијем подписатог Начелника са 72 члана основата, на дан 5. овог месеца отворена и већ дејствовати одпочела“ (5. јануар 1869). Неколико дана касније, исти начелник захваљује министру просвете Димитрију Матићу на подстреку да се Читаоница у Чачку отвори, и на његовој књизи достављеној Читаоници на поклон. Читалиште је радило у периоду од 1860. до 1864. године, а затим је обновљено 1869, као Читаоница у Чачку, која ради без прекида до 1874. године.
Године 1874. Читаоница је имала 68 чланова, а члански улог је износио 48 гроша годишње. Радила је са доста великим расходима без ичије помоћи и значајном сумом новца у вересији „на несигурним местима“. Набављено је 23 наслова новина, а у књижници је било 45 наслова „разних књига и протокола“, не рачунајући „разне политичке новине“ које нису именоване „једно што многих бројева нема, а друго што су сасвим растурене“.
Последњи документ који садржи податке о раду Читаонице у Чачку (извештај председника Читаонице од 15. јануара 1881. године) тврди да је Читаоница, после обнављања 1869. године, радила до 1870. године „па је тада престала, а обновљена је 1872. 25. маја и од то доба још постоји“. Ови подаци су доста поуздани, будући да је књижница располагала протоколом Читаонице, на основу којег је председник Читаонице могао да сачини свој извештај. Познато је да је у време српско-турских ратова и близине фронта, фонд библиотеке у Читаоници доста смањен. После српско-турских ратова 1876.1878 године Читаоница је обновила свој рад. Она у 1880. години има 45 чланова и сваки даје годишњи прилог од 8 динара. Приходи се, такође, увећавају приређивањем забава и интересом на капитал. Од листова, Читаоница набавља 18 наслова, од чега три страна, на немачком језику. У књижници су после ратова, сачуване само 32 књиге.
Према истраживањима Љубомира Марковића, Читаоница је наставила са радом до краја века, мада је дошло до смањења чланства, па је и набавка новина и часописа била знатно мања. Нема ни поузданих података где је тих двадесетак година била смештена, ни које су биле њене активности.

## Читаоница трговачке омладине
Поред Чачанске читаонице, од 1896. године у вароши је отворена и Читаоница трговачке омладине, институција коју су оснивали трговци у свим развијеним центрима у Србији.
Последњи помен Чачанске читаонице, из 1899. године забележен у Љубићу – листу за народну просвету, привреду и књижевност донео је не баш велику слику ове старе и важне чачанске установе. Аутор текста саопштава да читаоница животари и очекује од омладине да допринесе њеном опстанку. На збору који је био заказан за 14. фебруар 1899. године, грађани, чиновници и омладина Чачка вероватно су донели позитивну одлуку, и Читаоница је, како је поново писао Љубић, била пресељена у парк код Мораве. Другог коментара нема, али је сигурно измештање читаонице из града имало одраза на њен рад и привлачење чланова.

## Периодика
Читалиште је примало већи број периодике која је штампана у Србији у то време, као и одређени број стране периодике.

### Домаћа периодика
- Београдске новине
- Будућност
- Видовдан
- Време
- Глас јавности
- Глас народа
- Глас Црногорца
- Граничар
- Застава
- Исток
- Јавност
- Јавор
- Кореспонденција
- Ново доба
- Одзор
- Отаџбина
- Преодница
- Рад
- Тежак
- Сион
- Србадија
- Србске новине
- Школа
- Здравље

### Страна периодика
- Tagblatt
- Politik
- Die Presse